# Breitehöchi
Die Breitehöchi ist ein Pass auf 845 m ü. M. am östlichen Ausgang des Guldentals im Kanton Solothurn in der Schweiz.
Die Passstrasse führt auf einer Nebenstrasse von Mümliswil (556 m) im Kanton Solothurn über die Sebleten und vorbei am Breiten (740 m) auf die Breitehöchi (845 m), passiert dann unmittelbar die Grenze zum Kanton Basel-Landschaft und führt weiter über Bachtelen (806 m) und Fraurüti (740 m) nach Langenbruck (731 m). Ein grosser Teil der heutigen Route verläuft auf Verkehrswegen des historischen Inventars. Der Pass verbindet den Passwang mit dem Oberen Hauenstein und führt zwischen dem Helfenberg (1124 m) im Norden und dem Beretenchopf (1104 m) im Süden vorbei an der Helfenbergflue (966 m) durch eine Landschaft von nationaler Bedeutung im Faltenjura.

## Einzelnachweise

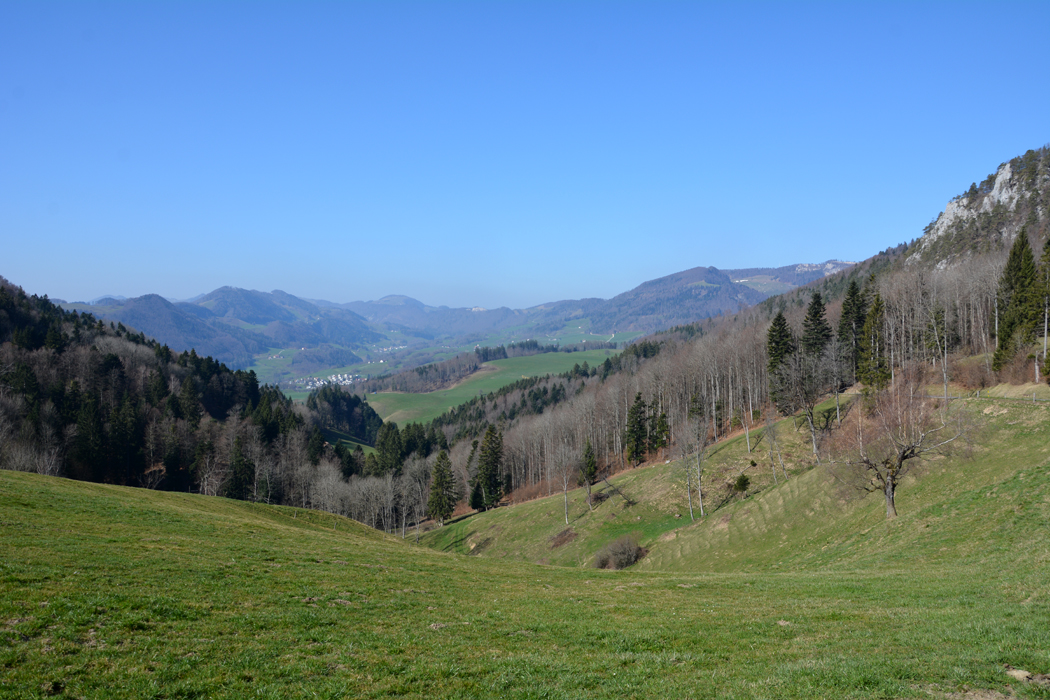
Blick von der Breitehöchi westwärts